# Léon Leclerc
Pour les articles homonymes, voir Leclerc.
Pierre Léon Leclerc de Vaumorin de La Jubertière, né le 8 décembre 1781 à Riaillé (Loire-Atlantique), décédé le 8 septembre 1858 à Livré-la-Touche (Mayenne), est un agronome, pomologue et un homme politique français.

## Biographie
Sa famille est originaire du comté de Laval. Leclerc peut aussi se trouver sous la forme Le Clerc. Cette famille Le Clerc était originaire d'Entrammes ; le premier connu, Bertrand, y vivait en 1461. Les Le Clerc du Flécheray étaient une branche. Leurs armes se voyaient au cloître des Jacobins de Laval : d'azur au chevron d'or, trois étoiles d'or en chef et un cœur de gueules en pointe.
Léon Leclerc est affilié à Julien Leclerc du Flécheray, procureur fiscal du comté de Laval, qui est l'auteur d'un mémoire manuscrit Mémoire sur le comté de Laval en 1698. Ce mémoire était sans doute destiné à l'intendant Miromesnil lors de la rédaction des mémoires pour l'instruction du duc de Bourgogne.
Il est le fils de Pierre Julien Leclerc du Flécheray de La Provotière (1741-1782), maître de forges à la Provotière, en Riaillé, et de Françoise Marie Aubin de La Messuzière (1755-1844). Il se marie, le 4 fructidor an XII, avec Angélique Leclerc de la Jubertière, à Laval. Ils ont 3 enfants : Angélique (1805-1867, épouse de Joseph-Hippolyte Doublard du Vigneau), Marie Amélie (1818-1897) et Marie Léon Amédée (1824-1880).
- Jean Leclerc, sieur de la Manourière.
  - Pierre Leclerc (?-1553), sieur de la Manourière.
    - Pierre Leclerc (?-1566), sieur de la Manourière.
      - François Leclerc, sieur du Flécheray.
        - Pierre Leclerc (1597-?), sieur du Flécheray. Procureur du roi au siège des exempts de Laval de 1625 à 1659. Greffier de l'hôtel de ville de Laval.
          - Julien Leclerc (1642-1708), sieur du Flécheray. Procureur fiscal du comté de Laval.
            - Julien Leclerc (1679-1716), sieur du Flécheray. Avocat fiscal du comté de Laval.
              - Julien Léon Leclerc (1716-1799), sieur du Flécheray. Maître de forges à Port-Brillet. Sieur du Frécheron et de Vaumorin.
                - Pierre Julien Leclerc (1740-1782), Maître de forges de la Provotière.
                  - Léon Leclerc
                  - Jean René Pierre Leclerc (1747-?), Seigneur de Forcé en 1785. Négociant à Laval. Domicilié à Forcé en 1826.
                  - Angélique Leclerc

Il commence sa carrière dans le commerce. Il était propriétaire et adjoint au maire de Forcé (près de Laval) et y a été adjoint au maire. Le 20 janvier 1816, il achète la nue-propriété du château de Poligné, mais Mme veuve Duchemin, née Courte, garda la jouissance.
Homme cultivé, il pratique les langues vivantes, dont principalement avec l'allemand. Connaisseur des langues classiques et des idiomes bibliques, il a aussi étudié le persan, le sanscrit et le chinois.
Il est chevalier de la Légion d'honneur le 20 février 1847.

### Homme politique
Propriétaire et adjoint au maire de Forcé (Mayenne), il est député de la Mayenne de 1815 à 1816, puis de 1824 à 1830.
À la suite des élections législatives d'août 1815, il a fait partie de la Chambre introuvable, où il a voté avec la majorité. Nommé président du collège électoral de Laval en 1824, il a réuni ses suffrages, et a été élu député. Il a soutenu dans les deux dernières sessions la royauté. Il est un des partisans de François-Régis de La Bourdonnaye.
Elections :
- le 12 août 1815, député du collège de département de la Mayenne, par 127 voix (194 votants, 255 inscrits).
- aux Élections législatives de 1824, député du 1er arrondissement de la Mayenne (Laval), dont il présidait le collège électoral, par 225 voix (317 votants, 337 inscrits), contre 90 à M. Leclerc-Delaunay. Il continua à siéger  au centre.
- Réélu, comme ministériel, aux Élections législatives de 1827, dans le même arrondissement, par 163 voix (296 votants, 328 inscrits), contre 131 à Prosper Delauney

Il resta partisan convaincu des Bourbons, mais n'appuya pas sans réserve le Ministère Jules de Polignac; il échoua aux Élections législatives de 1830, avec 158 voix contre 199 à Charles de Lézardière.

### Biologie
En 1827, dans une Encyclopédie allemande Nitzsch propose la création de nouveaux genres d'« infusoires ».
Dujardin, en 1841, cite notamment Leclerc :  « M. Dutrochet, en France, avait étudié les Rotifères et les Tubicolaires; M. Leclerc avait fait connaître les Difflugies, et Losana, en Italie, avait décrit des Amibes, des Kolpodes et des Cyclides dont il multipliait les espèces sans raison et sans mesure ».
C'est d'ailleurs Léon Leclerc qui, en 1815, est l'auteur de la description du genre Difflugia, un animal microscopique qu'il observe dans les environs de Laval (Mayenne).

### Agronomie et botanique
Il participe à l'amélioration de la race chevaline, surtout dans le canton de Craon, où il avait créé à Livré-la-Touche, un haras.
On lui doit l'importation de plusieurs fruits et la création de variétés nouvelles. Léon Leclerc était un des correspondants privilégiés d'André Leroy, de Jean-Baptiste Van Mons, de Philippe André de Vilmorin.
Louis-Augustin Bosc d'Antic lui confie peu avant sa mort, des grains de raisin provenant de Shiras. Léon Leclerc obtient de ces semis un raisin qu'il a nommé raisin de Shiras, qu'il communique à plusieurs pépiniéristes, ainsi qu'à la Société d'Horticulture de Paris.
Il est connu pour avoir vers 1828 introduit et propagé la variété de poires Bon-Chrétien Williams dans les vergers français. Il échangeait régulièrement des graines, des plants, des greffons avec des correspondants. Il eut aussi du succès avec ses propres semis et a obtenu des variétés de fruits de valeur.
Ses principales réalisations sont :
- la poire Van Mons Léon Leclerc en 1828[17] ;
- la Reinette Tardive (nouvelle) en 1832[18]. Cette pomme se conservait très longtemps et était de toute première qualité gustative ;
- les poires Amédée Leclerc[19], semée en 1835. Cette variété n'a fructifié qu'en 1849[20]. Elle a été livrée au commerce en 1861 ; Amélie Leclerc[21], dont le pied-type s'est mis à fruit en 1850[22] ; Angélique Leclerc (dame du Vrigneau), semée en 1833. Cette variété n'a fructifié qu'en 1848[23].
- la poire Jules d'Airoles-Léon Leclerc[24] en 1852[25] ;
- la poire Chamaret[26] ;
- la pomme Président d'Osmonville[27],[28] ;
- la guigne Sucrée Léon-Leclerc en 1853.

Il a tenté aussi sans succès de promouvoir en France la poire d'Angora.